# HEY2
HEY2‏ (Hes related family bHLH transcription factor with YRPW motif 2) هوَ بروتين يُشَفر بواسطة جين HEY2 في الإنسان.